# Ахілл та Патрокл

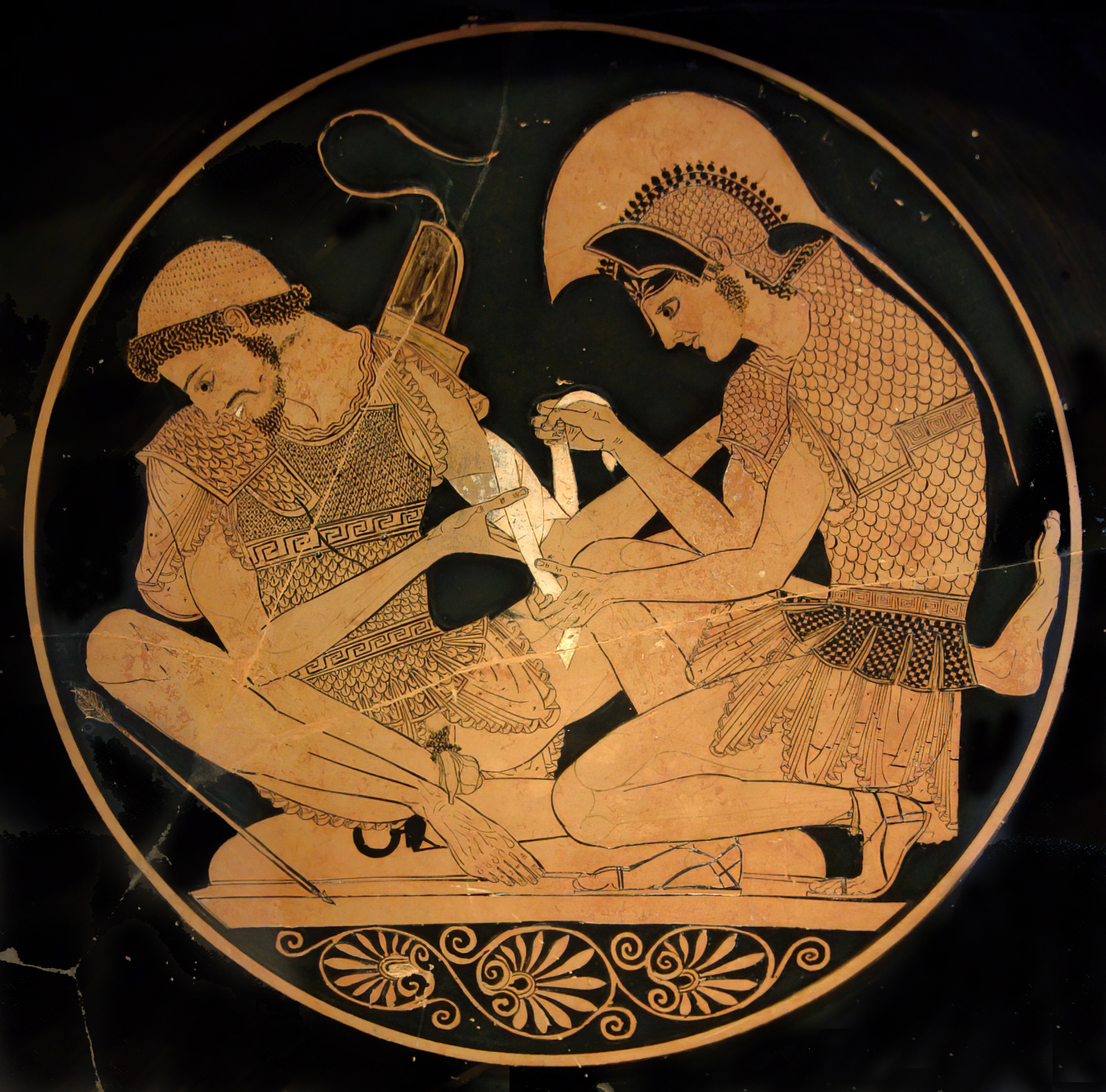
Ахілл перев'язує руку Патрокла

Стосунки між Ахіллом і Патроклом є ключовим елементом історій, пов'язаних із Троянською війною. Природа такого інтересу полягає у питанні: чи були їх стосунки прикладом гомосексуального кохання чи несексуальної глибокої дружби або ж чимось зовсім іншим? Це питання було предметом суперечок як у класичний період, так і в наш час. 
В «Іліаді» Гомер описує глибокі та значимі один для одного стосунки між Ахіллом і Патроклом, де перший ніжний до останнього, але бездушний і зарозумілий до інших. Гомер жодного разу не називає їх коханцями,   але вони були зображені як коханці в архаїчні та класичні періоди грецької літератури, зокрема в творах Есхіла, Есхіна та Платона.  

## Іліадіа

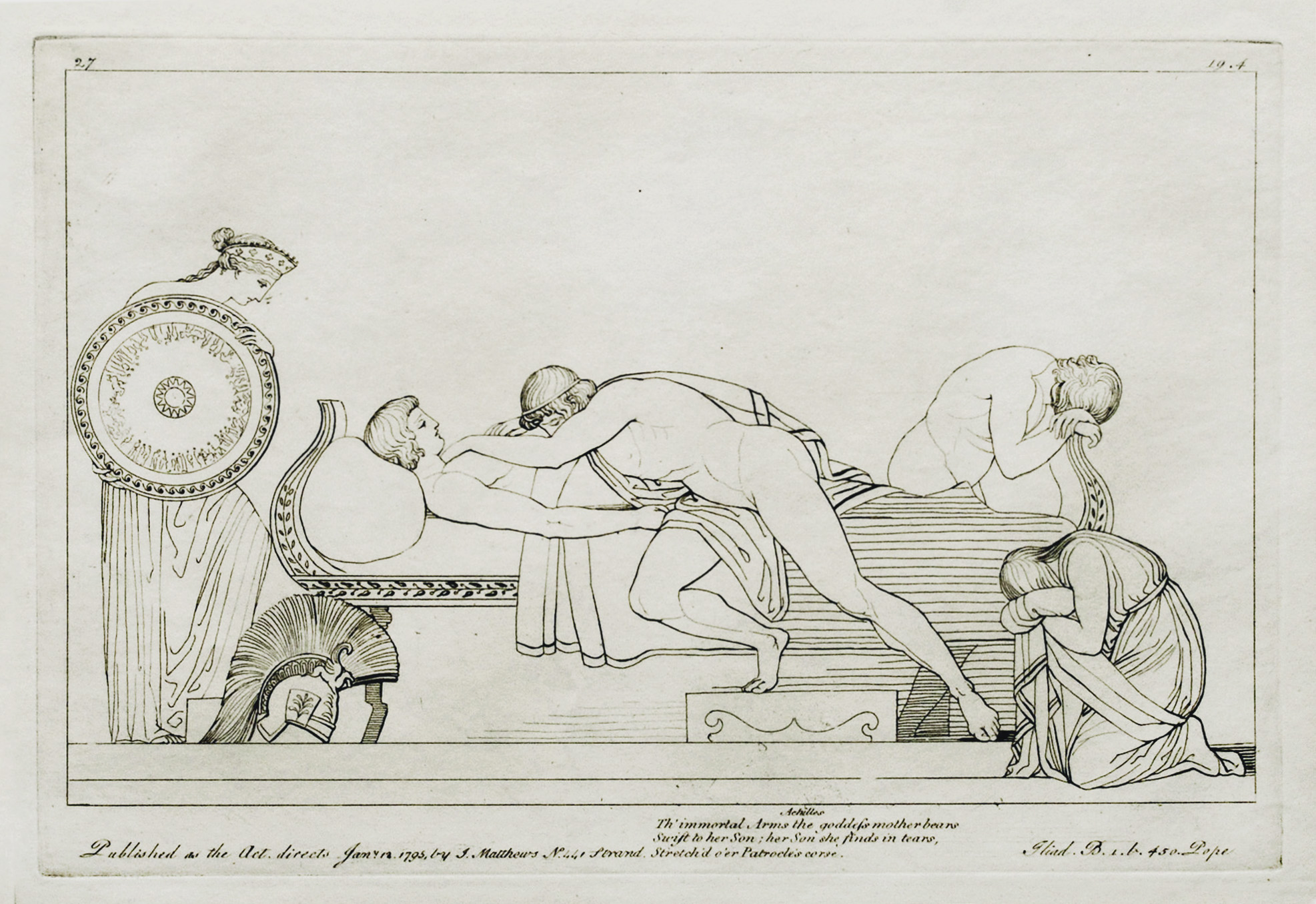
Ахілл оплакує Патрокла, Джон Флаксман, 1795.

Ахілл і Патрокл жили разом у наметі біля флоту своїх грецьких союзників. Цар Агамемнон розуміючи, що Ахілл через свою героїчну репутацію повинен вступити в бій, але Ахілл відмовляється через старі образи на Агамемнона. Агамемнон посилає посланця, щоб той передумав.  Прибувши на місце посланці Одіссей і Аякс, чують, як Ахілл грає на лірі та співає наодинці з Патроклом. Вони обидва здивовано підводяться, коли гості входять в намет. Після довгих розмов, ні Одіссею ні Аяксу не вдається переконати Ахілла битися.
Після ще однієї битви Нестор повертається на базу грецьких союзників із пораненим солдатом. Ахілл посилає Патрокла поговорити з ним. Нестор нагадує Патроклу, що його батько давно навчив його, що, хоча Ахілл був шляхетнішим, він (Патрокл) все одно старший за Ахілла, а отже він повинен порадити та мудро направити Ахілла, щоб він нарешті вступив у бій проти троянців, але якщо ні, то він сам (Патрокл) повинен одягнути обладунки Ахілла, щоб змусити троянців подумати, що Ахілл приєднався до битви, що мало б відлякати їх від їхньої бази та повернутися до власної стіни.
Пізніше троянці продовжують наступ на базу грецьких союзників і проривають оборонну стіну, що охороняє їхні кораблі. Втім Ахілл все ж не вступає в бій, тому Патрокл одягає його обладунки і лякає їх, як і було заплановано, але його вбиває Гектор. Звістка про смерть Патрокла доходить до Ахілла через Антілоха, сина Нестора, це глибоко засмучує Ахілла. Раніше стійкий і незламний Ахілл впадає в агонію торкаючись тіла мертвого Патрокла. Він оплакує смерть Патрокла, використовуючи мову, дуже схожу на горе дружини Гектора . Він також просить, щоб коли він помре, його кістки були змішані з Патроклом у вазі. (з «Одіссеї» Гомера, ми дізнаємося, що кістки Ахілла дійсно були поміщені у вазу разом із кістками Патрокла, але також дізнаємося, що Антилох після смерті Патрокла зблизився з Ахіллом більше ніж будь-хто інший, а також що кістки Антілоха також були поміщенні в одну вазу, втім окремо від кісток Ахілла і Патрокла, які були перемішані разом)
Гнів, викликаний смертю Патрокла, стає головною мотивацією для Ахілла забути старі сварки з Агамемноном та відправитися таки на поле бою. Він повертається до битви з єдиною метою помститися за смерть Патрокла. Він убиває Гектора, незважаючи на попередження, що це коштуватиме йому життя. Перемігши Гектора, Ахілл тягне його труп за своєю колісницею.
Деякі дослідники характеризують настільки сильний міжособистісний зв’язок Ахілла з Патроклом як πολὺ φίλτατος ... ἑταῖρος (phílos, hetaîros)
Слово hetaîros (гетер або гейтар) - означало супутник або товариш; у текстах Гомера воно зазвичай використовується щодо солдатів під командуванням одного командира, хоча його жіноча форма (hetaîra- гетера) використовувалася для куртизанок. 
У стародавніх текстах слово philos (часто перекладається як «братерська любов») позначало загальний тип любові, значення якого використовувалося для опису любовних почуттів до родини, між друзями, бажанням або задоволенням від діяльності, а також між закоханими.
Загалом прив’язаність Ахілла до Патрокла є архетиповим чоловічим зв’язком, який зустрічається в інших місцях грецької культури: міфічні Дамон і Піфія, легендарні Орест і Пілад, а також історичні Гармодій і Арістогейтон — це пари товаришів, які один за одного радо стикаються зі смертельною небезпекою. 
В Оксфордському класичному словнику Девід М. Гальперін пише:
|  | Гомер, звичайно, не зображав Ахілла та Патрокла як коханців (хоча деякі класичні афіняни вважали, що він має на увазі саме це (наприклад Платон у «Бенкеті»)), але він також мало зробив для того, щоб виключити таке тлумачення. |

## Класичні погляди в античності
У творах Есхіла, Платона, Піндара та Есхіна написаних у 5-4 століттях до нашої ери стосунки зображувалися як одностатеве кохання.
В Афінах стосунки часто вважалися любовними та гомосексуальними.  Звичай таких стосунків між представниками однієї статі, як правило, чоловіками, був політичним, інтелектуальним, а іноді і сексуальним.  Його ідеальна структура складалася зі старшого ераста (коханця, захисника) і молодшого ероменоса (коханого). Різниця у віці між партнерами та їхні відповідні ролі (активні чи пасивні) вважалися ключовою ознакою.  Письменники, які припускали гомосексуальні стосунки між Ахіллом і Патроклом, такі як Платон і Есхіл, тоді стикалися з проблемою вирішення, хто має бути старшим і грати роль ераста. 

### Есхіл
Есхіл у своїй втраченій трагедії «Мірмідонці» (V ст. до н. е.) призначив Ахіллу роль ераста (оскільки він помстився за смерть свого коханого, хоча боги сказали йому, що це коштуватиме йому власного життя), і власне Патроклу призначив роль ероменоса. Ахілл публічно оплакує смерть Патрокла, звертаючись до трупа та критикуючи його за те, що він дозволив себе вбити. У збереженому фрагменті п’єси Ахілл говорить про «благоговійну компанію» стегон Патрокла і про те, що Патрокл був «невдячний за численні поцілунки».  

### Піндар
Піндар в Олімпійській пісні (476 до н. е.) порівнює підлітка-боксера Гагесідама та його тренера Іласа з Патроклом і Ахіллом, що свідчить про те, що учень і тренер мали романтичні стосунки, особливо після того, як Есхіл зобразив Ахілла і Патрокла як коханців у своїй п’єсі «Мірмідонці». 

### Платон
У «Бенкеті» Платона, написаному близько 385 р. до н. е. оратор Федр називає Ахілла і Патрокла прикладом божественно схвалених коханців. Федр стверджує, що Есхіл помилився, стверджуючи, що Ахілл був ерастом, аргументуючи це тим що Ахілл був красивішим і молодшим за Патрокла (що є характерними рисами еромена), а також більш благородним і вправним у бою (характеристики ераста ).   Натомість Федр припускає, що Ахілл — це еромен, чиє благоговіння перед його ерастом, Патроклом, було настільки великим, що він був готовий померти, щоб помститися за нього. 

### Ксенофонт
Сучасник Платона, Ксенофонт, у своєму власному «Бенкеті» закарбував твердження Сократа, який казав що Ахілл і Патрокл були просто цнотливими й відданими товаришами.  Ксенофонт наводить інші приклади легендарних товаришів, таких як Орест і Пілад, які були відомі своїми спільними досягненнями, а не будь-якими еротичними стосунками. 

### Есхін
Подальші докази цієї дискусії можна знайти в промові афінського політика Есхіна на суді в 345 р. до н. Есхін, наголошуючи на важливості гомосексуальності для греків, стверджує, що хоча Гомер не говорить про це прямо, освічені люди повинні вміти читати між рядків: «Хоча (Гомер) у багатьох місцях говорить про Патрокла та Ахілла приховуючи їхню любов, але й уникає називати це дружбою, вважаючи, що велич їхньої прихильності очевидна таким із його слухачів, як освічені люди». [10] Більшість стародавніх письменників (серед найвпливовіших Есхіл, Плутарх, Теокріт, Марціал та Лукіан) [4] дотримувалися думки, викладеної Есхіном.

### Інші тлумачення з античності
Спроби відредагувати текст Гомера були зроблені Аристархом Самофракійським в Александрії близько 200 р. до н. е., Аристарх вважав, що Гомер не мав наміру називати або ж натякати на те що  Ахілл та Патрокл були коханцями. Однак він погодився з тим, що уривок «ми-двоє наодинці» справді мав на увазі любовні стосунки. 
Коли Олександр Македонський і його гетер Гефестіон проходили через місто Трою під час свого азійського походу, Олександр вшанував священну гробницю Ахілла і Патрокла перед усією армією, і це сприймалося як чітка заява про його власні стосунки з Гефестіоном. 

Отже спільна гробниця Ахілла і Патрокла а також вчинок Олександра Македонського демонструють значущість стосунків між Ахіллом і Патроклом у той час (близько 334 р. до н.е.).  

## Посткласичні та сучасні тлумачення

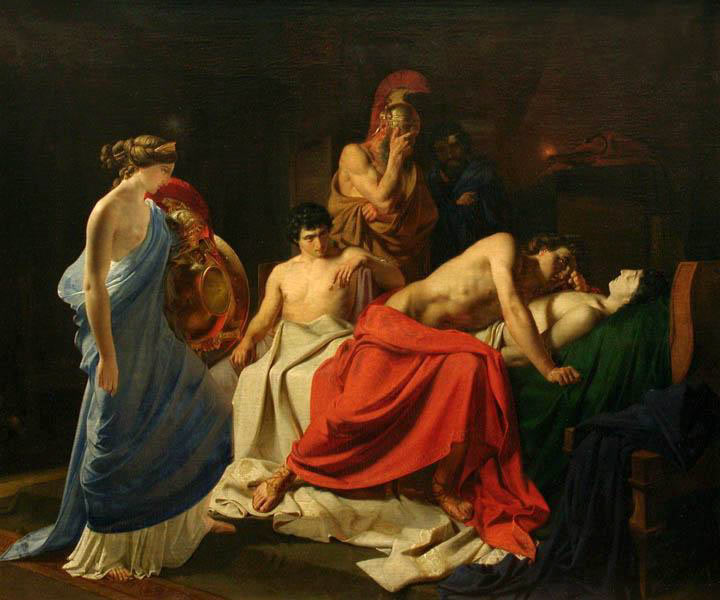
Ахілл оплакує смерть Патрокла (1855) російського реаліста Миколи Ге

Починаючи з класичного періоду, знавці та дослідники тлумачили стосунки через призму власних культур. Посткласична традиція показує Ахілла гетеросексуалом що має зразкову платонічну дружбу з Патроклом. Середньовічні християнські письменники свідомо придушували гомоеротичні відтінки постатей. 
Девід Гальперін порівнює Ахілла та Патрокла з Йонатаном та Давидом, а також Гільгамешем та Енкіду. Він стверджує, що хоча сучасний читач схильний інтерпретувати зображення цієї інтенсивної одностатевої дружби воїнів-чоловіків як фундаментально гомоеротичне, важливо розглядати ці стосункі дещо ширше. Замість того аби бачити у цьому навіяний мотив еротичної пристрасті де присутнє обов’язкове підпорядкування одного (еромена) іншому (ерасту), він пропонує рознлядати їхні стосунки взаємну любов між друзями-чоловіками як почесну традицію героїчної дружби: саме через те, що відкидається будь-який натяк на ієрархію, а отже приводить до злиття двох душ в одну. 

### Шекспір
У п’єсі Вільяма Шекспіра «Троїл і Крессида» Ахіллес і Патрокл зображені як коханці.  Рішення Ахілла провести дні у своєму наметі з Патроклом розглядається багатьма греками як головна причина тривоги щодо Трої . 

## Дивіться також
- Гомосексуальність у Стародавній Греції

## Список Джерел
1. ↑  Fox, Robin (2011). The Tribal Imagination: Civilization and the Savage Mind. Harvard University Press. с. 223. ISBN 9780674060944. There is certainly no evidence in the text of the Iliad that Achilles and Patroclus were lovers.
2. ↑  Martin, Thomas R (2012). Alexander the Great : the story of an ancient life. Cambridge University Press. с. 99—100. ISBN 978-0521148443. The ancient sources do not report, however, what modern scholars have asserted: that Alexander and his very close friend Hephaestion were lovers. Achilles and his equally close friend Patroclus provided the legendary model for this friendship, but Homer in the Iliad never suggested that they had sex with each other. (That came from later authors.)
3. ↑  Fantuzzi, M. (2012). Achilles in Love: Intertextual Studies. OUP Oxford. с. 227. ISBN 978-0-19-162611-1.
4. ↑  Aeschines. "Against Timarchus", Section 133
5. ↑   [Gregory Nagy (1999) The Best of the Achaeans, second edition. Baltimore: Johns Hopkins University Press. p. 105 (online edition Archived 2020-07-26 at the Wayback Machine).  ISBN 0-8018-6015-6. Gregory Nagy (1999) The Best of the Achaeans, second edition. Baltimore: Johns Hopkins University Press. p. 105 (online edition Archived 2020-07-26 at the Wayback Machine).  ISBN 0-8018-6015-6.] {{cite web}}: Пропущений або порожній |title= (довідка)
6. ↑  Johansson, Warren (1990) Encyclopedia of Homosexuality, U.S.
7. 1 2  Clarke, W. M. (1978). Achilles and Patroclus in Love. Hermes. 106 (3): 381—396. JSTOR 4476069.
8. ↑  Nicole, Holmen (2010). Examining Greek Pederastic Relationships. Inquiries Journal. 2 (2): 1.
9. ↑  Marguerite, Johnson; Ryan, Terry (2005). Sexuality in Greek and Roman Society and Literature: A Sourcebook. New York: Routledge. с. 3. ISBN 9780415173315.
10. ↑  Percy, William A. (1998). Pederasty and Pedagogy in Archaic Greece. Chicago: University of Illinois Press. с. 39. ISBN 9780252067402.
11. ↑  Michelakis, Pantelis (2007). Achilles in Greek Tragedy. Cambridge University Press. с. 51. ISBN 978-0-521-81843-8.
12. ↑  Aesch. Myrmidons fr. 135 Radt.
13. ↑  Hubbard, T (2005). Pindar's Tenth Olympian and athlete-trainer pederasty. J Homosex. 49 (3–4): 137—71. doi:10.1300/j082v49n03_05. PMID 16338892.
14. ↑  Percy, William Armstrong (2005) "Reconsiderations about Greek Homosexualities," in Same–Sex Desire and Love in Greco-Roman Antiquity and in the Classical Tradition of the West, Binghamton. p. 19. ISBN 9781560236047
15. 1 2 3  Dover, Kenneth J. (1978). Greek Homosexuality. New York: Vintage Books. с. 197—199. ISBN 978-0-394-74224-3.
16. ↑  Crompton, Louis 
 (1993) Homosexuality and Civilization. The Belknap Press of Harvard University Press. p. 6. ISBN 9780674022331
17. ↑  Plutarch (1973) Age of Alexander, Life of Alexander. p. 294, Penguin Classics edition
18. ↑  Arrian (1958). The Campaigns of Alexander. p. 67, Penguin Classics edition.
19. ↑  King, Katherine Callen (1987) Achilles: Paradigms of the War Hero from Homer to the Middle Ages, Berkeley.
20. ↑  Halperin, David M. (2000). "How to do the history of male homosexuality" (PDF). GLQ: A Journal of Lesbian and Gay Studies. 6: 87–124. doi:10.1215/10642684-6-1-87. S2CID 145019034. Archived from the original (PDF) on 2016-12-20. Retrieved 2016-12-09.
21. ↑  Shakespeare, William (1609), Troilus and Cressida, у Muir, Kenneth (ред.), The Oxford Shakespeare: Troilus and Cressida, Oxford University Press, с. 47—48, doi:10.1093/oseo/instance.00027413, ISBN 9780198129035
22. ↑  Shakespeare, William (1609), Troilus and Cressida, у Muir, Kenneth (ред.), The Oxford Shakespeare: Troilus and Cressida, Oxford University Press, с. 24—5, doi:10.1093/oseo/instance.00027413, ISBN 9780198129035